# لو كاستيل
لو كاستيل (بالإنجليزية: Lou Castel)‏ (و. 1943 – م) هو ممثل من السويد . ولد في بوغوتا.

## روابط خارجية
- لو كاستيل على موقع IMDb (الإنجليزية)
- لو كاستيل على موقع ألو سيني (الفرنسية)
- لو كاستيل على موقع أول موفي (الإنجليزية)
- لو كاستيل على موقع قاعدة بيانات الأفلام السويدية (السويدية)
- لو كاستيل على موقع ديسكوغز (الإنجليزية)
- لو كاستيل على موقع قاعدة بيانات الفيلم (الإنجليزية)
- لو كاستيل على موقع كينوبويسك (الروسية)